# Forward (motorfietsfabrikant)
Forward is een historisch merk van motorfietsen.
De bedrijfsnaam was Forward Cycle & Motor Co., later G.M. Varley, Forward Motor Co., Edmund Street, Birmingham.
Forward was een grote fietsenfabriek, die echter qua motorfietsen niet met de tijd mee ging. Er werden van 1909 tot 1915 339- en 479 cc V-twins in verstevigde fietsframes gemonteerd.
De motorcoureur Harold Cox werd in 1911 en 1912 met een Forward derde in de Junior TT. Daarmee was hij de snelste privérijder.
In 1912 verscheen ook een damesmodel. In 1913 schreef de fabriek drie machines in voor de Junior TT, maar ze vielen alle drie uit.